# Fontanelice
Fontanèlice (Funtâna in romagnolo) è un comune italiano di 1 898 abitanti della città metropolitana di Bologna in Emilia-Romagna, appartenente alla regione storica della Romagna. 
Sorge lungo il corso del fiume Santerno, a circa 18 chilometri a monte della città di Imola. Il centro abitato conserva un impianto medievale, con la piazza e la fontana simbolo del paese. 
Il territorio comunale include una parte del Parco regionale della Vena del Gesso Romagnola, patrimonio UNESCO componente del sito "Carsismo nelle evaporiti e grotte dell'Appennino settentrionale".

## Geografia fisica
- Classificazione climatica: zona E, 2423 GR/G

## Origini del nome
Si ritiene che il toponimo Fontanelice possa derivare dall'unione del termine fontana, che in latino significa "sorgente", con la desinenza elice, dal verbo latino elicere, che significa "trarre fuori", far scaturire; quindi opera artificiale di captazione idrica.

## Storia
Nel territorio dove oggi sorge Fontanelice sono avvenuti diversi ritrovamenti archeologici, a testimonianza di un'antica frequentazione: etruschi, galli e in seguito romani si sono succeduti su questo territorio collinare. 
L'insediamento più antico si è accresciuto attorno al vecchio castello, che era contornato da mura e da un piccolo borgo. Il successivo sviluppo urbano, di carattere medioevale, è ancora oggi evidente nell'impianto del centro abitato, raccolto attorno alla piazza su cui si affaccia l'ex palazzo pubblico, oggi sede dell'Archivio museo Giuseppe Mengoni.
Fontana (questo il primo nome del paese, che conservò fino al 1911) fu al fianco di Imola nelle lotte tra guelfi e ghibellini, ma poi passò con Bologna contro la stessa Imola, alleandosi con Tossignano. Fu feudo della famiglia Alidosi, proprietari di numerose altre terre circostanti, fino al 1424, quando poi divenne territorio governato dallo Stato pontificio.
Paolo IV nel 1556 concesse Tossignano, Fontana, e la Rocca di Codronco con altri comuni in investitura al nipote Antonio Caraffa, marchese di Montebello e capitano della guardia pontificia.

Durante le guerre tra lo Stato Pontificio e i duchi di Parma (1640) Fontana divenne luogo di stanziamento di truppe, così come negli anni successivi, al passaggio delle truppe tedesche (1713). Nel 1700 divenne feudo della famiglia Spada, col marchese Giacomo Filippo Amatore Spada di Bologna, il quale ebbe a successori i marchesi Francesco Maria Alerano nel 1706, Giuseppe Nicola nel 1723, e Leonida nel 1752. Quest'ultimo nel 1757 vendette il feudo al marchese Francesco Marvelli Tartagni di Forlì, che ne restò spogliato con l'invasione francese del 1797. Poi Fontana entrò a far parte della Repubblica Cisalpina (1801) con l'alternanza di presenze francesi e austriache che lottavano per il possesso dei territori della Romagna.
Nel 1815, con la Restaurazione e il ripristino del dominio pontificio, Fontana rientrò nella Legazione di Ravenna.
Nel 1832 fu intrapresa la costruzione della Via Montanara, terminata alcuni anni dopo, che attraversa Fontana e i territori imolesi fino al Granducato di Toscana.

Nel dicembre 1859, con il nascente Regno d'Italia, Fontana entrò a far parte della provincia di Ravenna, inserita nel Mandamento di Casola Valsenio. Successivamente, nel 1884, passò sotto la provincia di Bologna. Nel 1911 assunse il nome attuale (Regio decreto 28 settembre 1911 n. 1096). Nel 1916 divenne capolinea della linea ferroviaria da Imola, che però venne chiusa nel 1944, in seguito alle distruzioni belliche.

La seconda guerra mondiale arrecò a Fontanelice pesanti distruzioni. A differenza di Imola, però, il paese fu liberato già nel 1944: il 30 novembre la 1ª Brigata britannica, e guardie della 6ª Divisione corazzata inglese, fecero ingresso nel paese. Per tutto l'inverno successivo, le truppe britanniche vi stabilirono una precaria linea del fronte.
Con la ricostruzione, Fontanelice si dotò di una nuova sede per il municipio e furono costruite numerose case popolari. Una nuova fase di crescita per Fontanelice si svolse tra gli anni sessanta e settanta: si intensificò ulteriormente l'attività edilizia e nuovi quartieri a prevalente destinazione residenziale sorsero parallelamente alla strada Montanara. Nel 1973 fu costruito il complesso ricreativo-sportivo "Conca verde", dotato di piscina all'aperto.

### Simboli
Al centro dello stemma è la fontana il cui getto cade in una vasca in muratura. La descrizione ufficiale dello stemma è riportata nel decreto governativo di riconoscimento del 21 gennaio 1961 firmato dal presidente del Consiglio Fanfani:  
Il gonfalone è stato concesso con DPR del 16 marzo 1961.

## Monumenti e luoghi d'interesse

### Architetture religiose
- Chiesa della Madonna della Consolazione (XIV sec.)
- Santuario della Madonna del Rio (XVII sec.)[16]. Nel 1638 fu rinvenuta un'immagine mariana in terracotta lungo il Rio Casale. In seguito sul luogo fu edificato un santuario. L'edificio è a pianta rettangolare con navata unica; presenta ai lati due semplici altari. A seguito dell’abbandono del santuario, nel 1972, l'immagine della Vergine è stata traslata nella chiesa di S. Martino di Gesso (comune di Casalfiumanese)[17].

### Architetture civili
- Palazzo Mengoni
- Porta monumentale di Fontana Elice
- Archivio museo Giuseppe Mengoni.

### Architetture militari
Il Medioevo ha lasciato importanti testimonianze sul territorio di Fontanelice: oltre ai resti del castello di Fontana (il mastio quadrato, la prigione e tratti delle mura), inglobati successivamente dentro l'ex palazzo pubblico oggi sede dell'Archivio museo Giuseppe Mengoni, di grande rilevanza è il complesso della Torre di Fornione, antico feudo e residenza degli Alidosi, dove in un grande salone sono conservati gli affreschi, dipinti dall'artista faentino Giuseppe Pasini nel 1567, che ritraggono diversi membri della famiglia Alidosi; sono visibili inoltre i resti del castello di Codronco che diede origine al nobile casato imolese dei Conti Codronchi e del castello di Gaggio, con le sue due rocche, antico dominio della nobile famiglia Sassatelli.

### Aree naturali

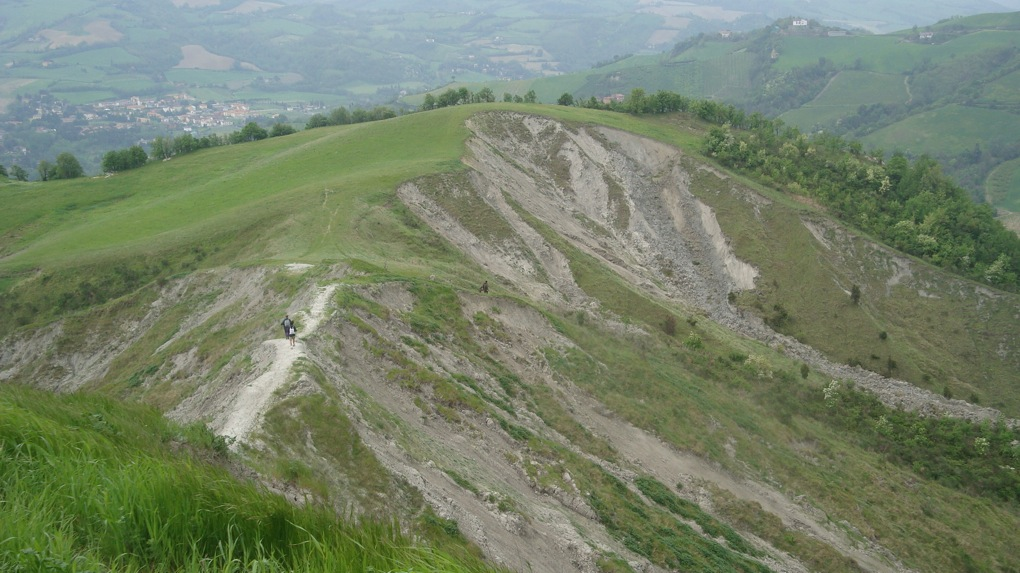
Calanchi sopra Fontanelice.

Notevoli sono le bellezze naturalistiche della stazione di Fontanelice del Parco fluviale del fiume Santerno (loc. Prato) con la scenografica Riva dei Cavalli e l'oasi di Termara.

## Società

### Evoluzione demografica
Abitanti censiti

Variazione della popolazione residente a Fontanelice dal 2006 al 2010.
| Data       | Abitanti | Variazione | Italiani | Variazione | Stranieri   | Variazione |
| ---------- | -------- | ---------- | -------- | ---------- | ----------- | ---------- |
| 31-12-2006 | 1 868    |            | 1 739    |            | 129 (6,9%)  |            |
| 31-12-2010 | 1 921    | + 2,8%     | 1 713    | - 1,5%     | 208 (10,8%) | + 61,2%    |

### Etnie e minoranze straniere
| Posizione | Cittadinanza | Popolazione | % di maschi |
| --------- | ------------ | ----------- | ----------- |
| 1         | Marocco      | 65          | 44,6%       |
| 2         | Romania      | 55          | 58,2%       |
| 3         | Albania      | 31          | 48,4%       |
| 4         | Tunisia      | 19          | 47,4%       |

### Religione
Nel comune di Fontanelice sono presenti sette parrocchie facenti parte della Diocesi di Imola Le sette parrocchie costituiscono un'unità parrocchiale.
Il principale luogo di devozione mariana è il Santuario della Madonna della Consolazione: l'immagine, un'icona della Vergine a mezzo busto con il bambino che regge il mondo, è attestata dal 1507. È invocata per le guarigioni da infermità, le pestilenze e le calamità naturali. Dopo il terremoto del 1672, i fontanesi chiesero la sua protezione e indissero un giorno di festa per l'8 settembre, giorno della Natività della Beata Vergine Maria.

## Cultura

### Musei
- Museo archivio Giuseppe Mengoni - Situato nella vecchia sede del Comune (piazza Roma, 22), raccoglie documenti progettuali prodotti dallo studio milanese dell'architetto fontanese Giuseppe Mengoni (1829-1877), nonché i disegni realizzati da Mengoni quando era studente all'Accademia di belle arti di Bologna.

### Eventi e ricorrenze
- Sagra della piè fritta (Pié frèta in romagnolo, il giorno di Pasquetta), dal 1957. Il clou della manifestazione è la tradizionale Corsa dei somari, nella quale si scontrano tra di loro gli otto rioni fontanesi: Cirenaica, Casetto San Pietro, Campomoro, Fornione, Prato-Gesso, Posseggio-Santa Margherita, Parioli e San Giovanni;
- Fiume diVino (ultima settimana di giugno), dal 2002, manifestazione eno-gastronomica che si svolge presso un'ansa naturale del fiume Santerno immersa nel verde chiamata la "Riva dei Cavalli";
- Antica Fiera (la domenica più vicina all'8 settembre). Tradizionale appuntamento che affonda le sue radici nel XVII secolo. Dopo il terremoto del 1672 gli abitanti invocarono la protezione della Madonna della Consolazione, patrona di Fontanelice. Si decise che ogni anno si celebrasse la sua festività. La prima edizione si tenne l'8 settembre 1688. Per secoli la Fiera fu una vetrina delle produzioni agricole del territorio fontanese e della media vallata del Santerno. Negli anni ottanta del XX secolo la manifestazione cessò. È stata ripresa nel 2006 su iniziativa dell'amministrazione comunale. Dal 2015 non si tiene più l'8 settembre, ma la domenica più vicina a tale giorno.

## Amministrazione
Il Comune di Fontanelice fa parte dell'unione dei comuni denominata Nuovo Circondario Imolese.

### Sindaci dal 1985
| Periodo         | Periodo          | Primo cittadino   | Partito                                 | Carica  | Note                                      |
| --------------- | ---------------- | ----------------- | --------------------------------------- | ------- | ----------------------------------------- |
|                 | 6 luglio 1985    | Renato Volta      | PSI (Pentapartito)                      | Sindaco | Confermato nel 1970, nel 1975 e nel 1980. |
| 7 luglio 1985   | 1º febbraio 1995 | Gianfranco Buganè | PSI (Pentapartito)                      | Sindaco | Confermato il 24 maggio 1990.             |
| 2 febbraio 1995 | 13 giugno 2004   | Athos Ponti       | lista civica                            | Sindaco | Confermato il 14 giugno 1999.             |
| 14 giugno 2004  | 25 maggio 2014   | Vanna Verzelli    | lista civica                            | Sindaco | Confermata l'8 giugno 2009.               |
| 26 maggio 2014  | 27 maggio 2019   | Athos Ponti       | Partito Democratico                     | Sindaco |                                           |
| 27 maggio 2019  | in carica        | Gabriele Meluzzi  | lista civica: "Insieme per Fontanelice" | Sindaco |                                           |

## Sport

### Calcio
La principale squadra di calcio della città è l'A.S.D. Polisportiva Fontanelice che milita nel girone E di 1ª Categoria dell'Emilia-Romagna.